# Виборчий округ 71
Виборчий округ 71 — виборчий округ в Закарпатській області. В сучасному вигляді був утворений 28 квітня 2012 постановою ЦВК № 82 (до цього моменту існувала інша система виборчих округів). Окружна виборча комісія цього округу розташовується в будівлі Хустської районної ради за адресою м. Хуст, вул. Карпатської Січі, 21.
До складу округу входять місто Хуст, а також Хустський район, частини Іршавського (центральна частина району окрім Лозянської, Імстичівської і Вільхівської сільських рад та села Заболотне) і Тячівського (західний край району) районів. Виборчий округ 71 межує з округом 73 на південному заході і на заході, з округом 69 і округом 70 на північному заході, з округом 69 на півночі, з округом 70 на північному сході, з округом 72 на сході та обмежений державним кордоном з Румунією на півдні. Виборчий округ № 71 складається з виборчих дільниць під номерами 210168-210171, 210181-210183, 210185-210190, 210192-210195, 210198-210202, 210479-210481, 210504, 210516, 210522-210524, 210529, 210534-210535, 210537-210538, 210616-210663, 210784-210801 та 210805-210806.

## Народні депутати від округу
| Ім'я                         | Фото | Партія         | Скликання | Дата набуття повноважень | Дата припинення повноважень |
| ---------------------------- | ---- | -------------- | --------- | ------------------------ | --------------------------- |
| Балога Павло Іванович        |      | Єдиний центр   | 7-ме      | 12 грудня 2012           | 27 листопада 2014           |
| Балога Павло Іванович        |      | самовисуванець | 8-ме      | 27 листопада 2014        | 29 серпня 2019              |
| Лунченко Валерій Валерійович |      | самовисуванець | 9-те      | 29 серпня 2019           |                             |

## Результати виборів

### Парламентські

#### 2019
Кандидати-мажоритарники:
- Лунченко Валерій Валерійович (самовисування)
- Грабар Сергій Володимирович (Слуга народу)
- Пацкан Олександр Михайлович (самовисування)
- Добромільський Петро Петрович (самовисування)
- Дубчак Наталія Сергіївна (Свобода)
- Гук Вячеслав Степанович (Опозиційна платформа — За життя)
- Гриньо Євген Матвійович (Сила і честь)
- Розман Іванна Степанівна (Голос)
- Боднар Михайло Михайлович (самовисування)
- Попович Михайло Михайлович (Радикальна партія)
- Попович Михайло Мафтейович (Патріот)
- Маді Ігор Анатолійович (Самопоміч)
- Мельник Микола Васильович (Опозиційний блок)

#### 2014
Кандидати-мажоритарники:
- Балога Павло Іванович (самовисування)
- Сабадош Василь Михайлович (Народний фронт)
- Якубець Василь Юрійович (Сильна Україна)
- Мондич Михайло Михайлович (Радикальна партія)
- Шпілька Василь Миколайович (Батьківщина)
- Рішко Василь Іванович (самовисування)
- Попович Василь Васильович (самовисування)
- Келемен Роман Юрійович (самовисування)
- Кобаль Іван Іванович (самовисування)

#### 2012
Кандидати-мажоритарники:
- Балога Павло Іванович (Єдиний центр)
- Деркач Степан Тіберійович (Партія регіонів)
- Лазоришинець Василь Васильович (УДАР)
- Джанда Михайло Михайлович (Українська народна партія)
- Шімон Микола Іванович (самовисування)
- Марущинець Василь Іванович (самовисування)
- Тимчик Євгеній Миколайович (Комуністична партія України)

## Явка
Явка виборців на окрузі: